# Chemical Warfare
Chemical Warfare è il secondo album in studio del rapper e produttore discografico statunitense The Alchemist, pubblicato nel 2009.

## Tracce
1. Intro – 0:58
2. ALC Theme (featuring Kool G Rap) – 3:49
3. Lose Your Life (featuring Snoop Dogg, Jadakiss & Pusha T) – 4:28
4. Chemical Warfare (featuring Eminem) – 1:33
5. Grand Concourse Benches (featuring KRS-One) – 5:23
6. Therapy (featuring Evidence, Blu, Talib Kweli & Kid Cudi) – 5:22
7. That'll Work (featuring Three 6 Mafia & Juvenile) – 5:00
8. Smile (featuring Twista & Maxwell) – 4:43
9. Keep the Heels On (featuring Prodigy) – 3:45
10. Acts of Violence (featuring Oh No, Roc C & Crooked I) – 5:22
11. Lights, Cameras, Action (featuring Lil' Fame) – 1:40
12. Some Gangster Shit (featuring Fabolous) – 2:00
13. On Sight (featuring Tha Dogg Pound & The Lady of Rage) – 3:46
14. Take a Look Back – 5:29
15. Under Siege (con Oh No) – 2:13